# 八丈島空港

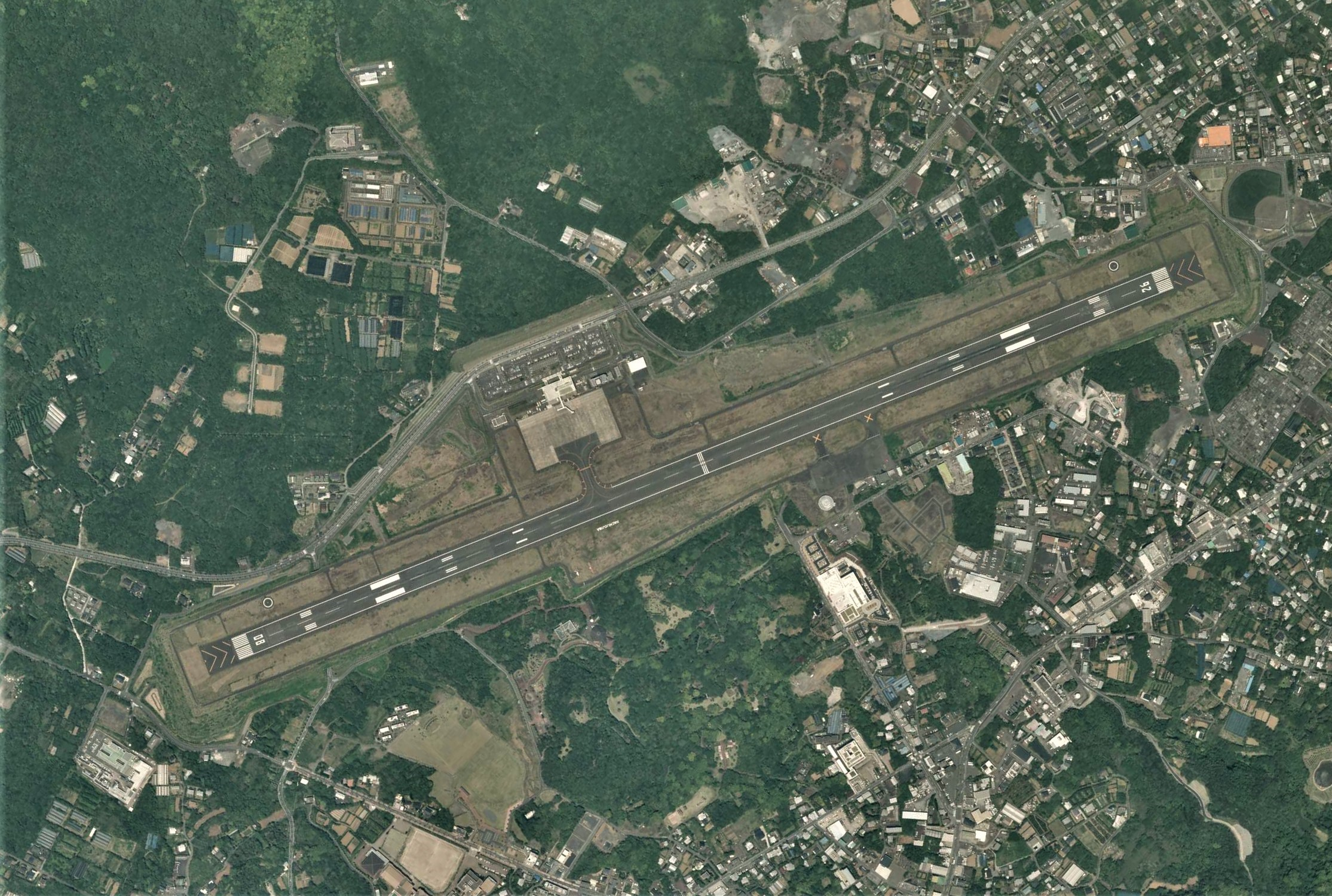
八丈島空港の空中写真。
。2013年撮影。

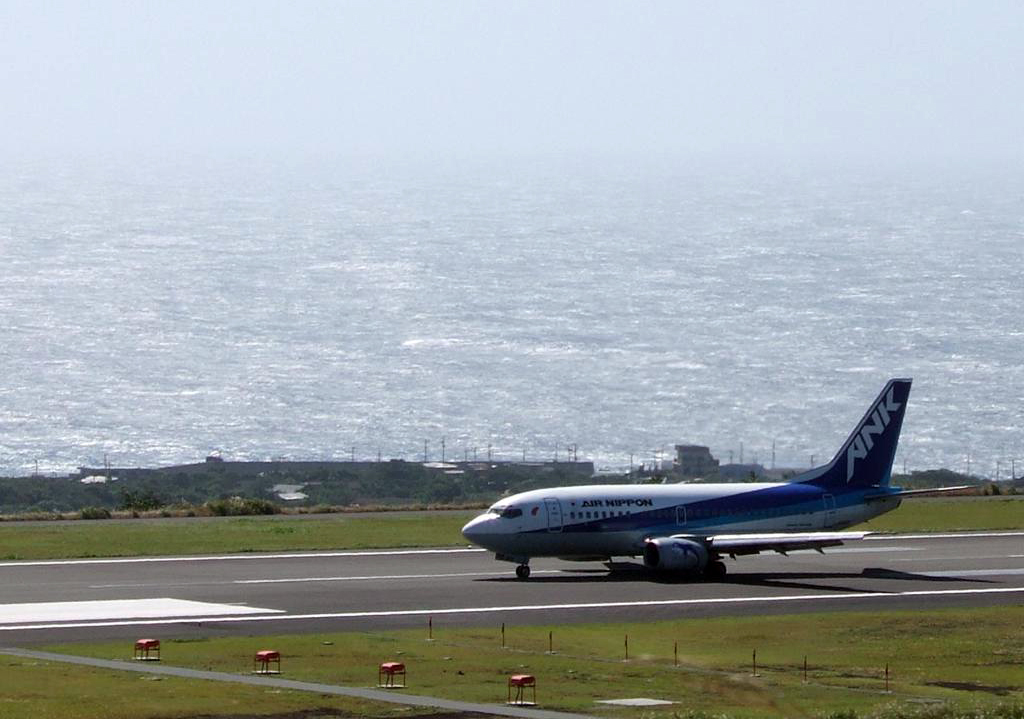
八丈島空港に着陸するエアーニッポンの旅客便（2012年撮影）

八丈島空港（はちじょうじまくうこう、英: Hachijojima Airport）は、東京都八丈町（八丈島）にある地方管理空港である。

## 概要
1927年（昭和2年）に旧海軍飛行場として誕生。戦後、八丈島三根出身の実業家、小宮山源一が、旧海軍の飛行場に更に400mを増強、1954年（昭和29年）に運営は村営とした。1962年（昭和37年）、滑走路1,200ｍで供用開始。
《1972年（昭和47年）、1500mに延長　1982年（昭和57年）、1800mに延長　2004年（平成16年）、2000mに延長》
1955年、初の定期便である青木航空（後の藤田航空、現・全日本空輸）が東京国際空港線を開設。一時期は名古屋空港にも路線があったが、1985年（昭和60年）11月に休止された。また、同年、小宮山源一が八丈島の観葉植物、新鮮な果実、農産品を広く国内各地に送り出すことなどを趣旨に八丈島航空農業協同組合を設立、パイパー PA-22 トライ・ペイサーなどの小型機を就航させ、農産物はもとより、毎日チャーター便を出して人も運び、東京 - 八丈島間の航路発展に努めた。
年間利用客数は、国内210,981人（2018年（平成30年）度）。
三原山と八丈富士に挟まれた地形にあり、加えて外洋の孤島という事情から風の変化が大きく霧も発生しやすいなど国内でも屈指の離着陸が難しい空港である。このため条件付き運航や引き返し、欠航が生じやすい。

## 歴史
2000年（平成12年）よりエアーニッポンのボーイング737-400型機（愛称：アイランドドルフィン）が八丈島路線専用として就航。2機目導入以降は他路線で使用されることもあり、その際の八丈島路線はボーイング737-500型機で運航された。なお、2019年（平成31年/令和元年）現在の使用機材はエアバスA320型機・ボーイング737-800型機である。
2005年（平成17年）10月より「東京国際空港線の運賃1割値下げ」を公約した八丈町長（当時）の浅沼道徳の念願が叶い、同年上期には片道あたり12,250～13,050円だった運賃が、条件付きで片道あたり10,200円まで引き下げられた。条件は、半年間で1万人以上の利用者増というものであったが、これを達成し2006年（平成18年）4月以降も値下げ継続となった。その後運賃の改定を繰り返して、2017年春ダイヤ現在は往復運賃の片道あたりの運賃は14,900～15,000円となっている。
また、同じく2005年（平成17年）10月には1日4往復のダイヤだった東京国際空港 - 八丈島路線（直行便）のうち、往復の各1便ずつが大島空港経由へ変更された。その後、2009年（平成21年）9月30日を以って大島空港と八丈島空港を結ぶ往復の各1便は運休される事となり、同年10月以降は直行便各3便のみの運航となった。
2013年（平成25年）2月7日官報号外第24号にて、管制保安業務及び事務所業務が2013年4月1日付で、羽田へ移管告示。これに伴い、レディオ空港からリモート空港へと移行した。
2016年（平成28年）10月30日分からは、八丈島発着路線において乗継割引運賃が新たに設定されることとなった。対象空港は東京国際空港を経由して大阪国際空港、関西国際空港、神戸空港、福岡空港、北九州空港、大分空港、熊本空港、佐賀空港、長崎空港、宮崎空港、鹿児島空港である。乗継割引運賃により近畿・九州地方の各空港⇔八丈島空港間の運賃が軽減されることとなった。2017年（平成29年）3月1日からは東京国際空港を経由して小松空港も乗継割引運賃の対象となり、小松空港⇔八丈島空港間も運賃が軽減された。なお、近畿・九州地方の各空港と小松空港以外発着では八丈島空港への乗継割引運賃が設定されていない。
2017年（平成29年）9月1日からは有人国境離島法により航空運賃の軽減措置が実施されることとなり、2017年春ダイヤ現在の往復運賃の片道あたりの運賃は14,900～15,000円であるところが、八丈町に住民登録をしている場合に限り購入できる八丈島アイきっぷ利用で片道あたり13,790円まで軽減されることとなった。なお、2019年（令和元年）10月1日現在の八丈島アイきっぷの運賃は、消費税率引き上げに伴い片道あたり13,800円となっている。
近年はフジドリームエアラインズによるチャーター便が不定期で運航されている。名古屋小牧、静岡、岡山、広島などとの間で運航実績がある。
2022年10月1日にリモート管制が羽田から新千歳空港に移管された。

## 施設
- 売店
  - 保安検査場外のみ。保安検査を通過した後は、自動販売機が設置されている。
- レストラン 1店舗
- 有料待合室 なし。
- 展望デッキ
  - 無料
- 飛行機ゲート
  - PBB（旅客乗降橋）一基設置

## 路線
- 全日本空輸 (ANA)[15]
  - 東京国際空港
- 東邦航空（東京愛らんどシャトル）
  - 青ヶ島、御蔵島

かつての定期就航路線
- 名古屋空港（小牧空港）
- 大島空港
- 厚木海軍飛行場 - 大阪万博の期間、東京国際空港が混雑したことから、当時運航されていた東京-八丈島線9往復のうち2往復4便が厚木に移されたことがある[16]。

## ギャラリー

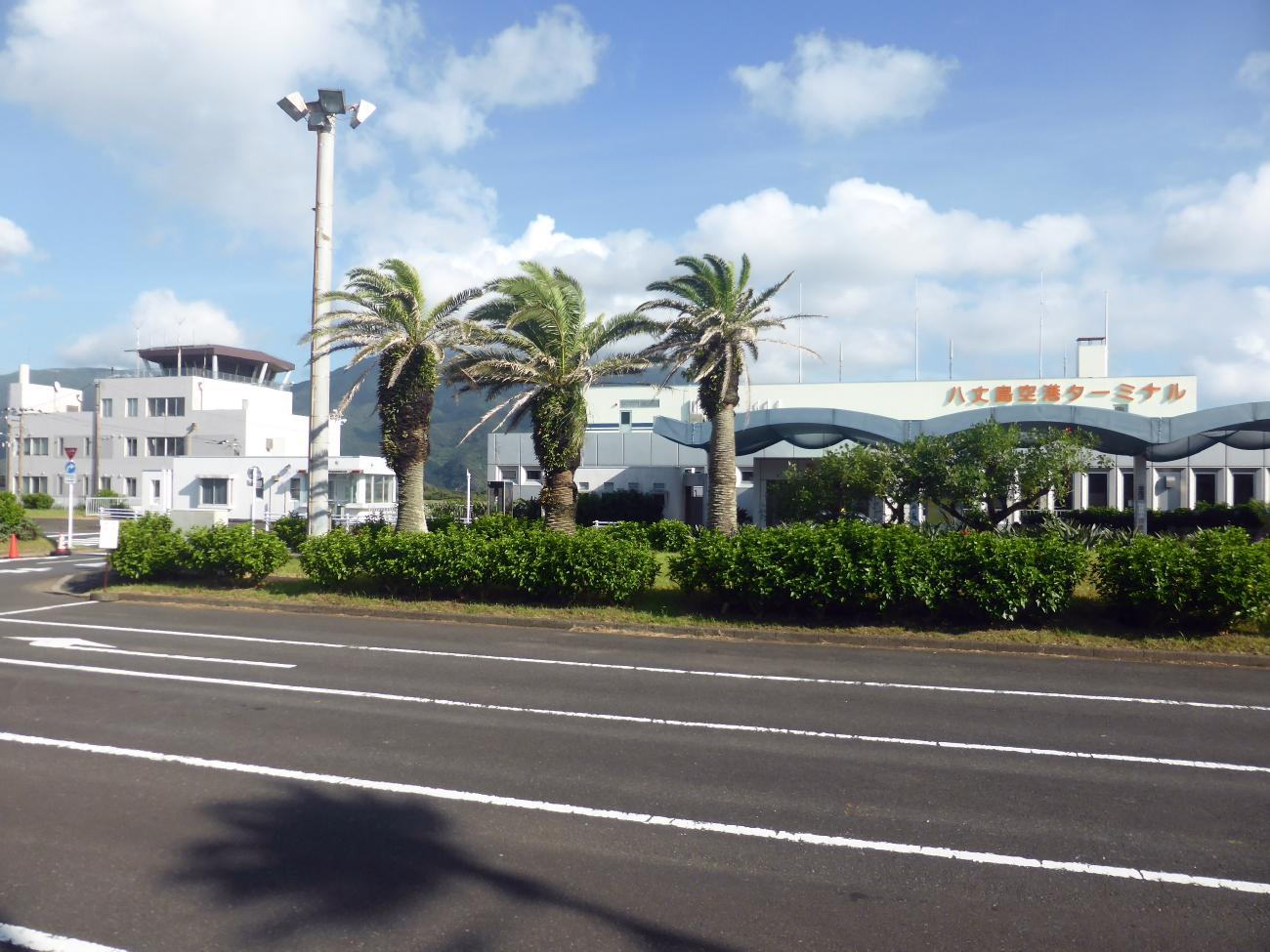
八丈島空港全景
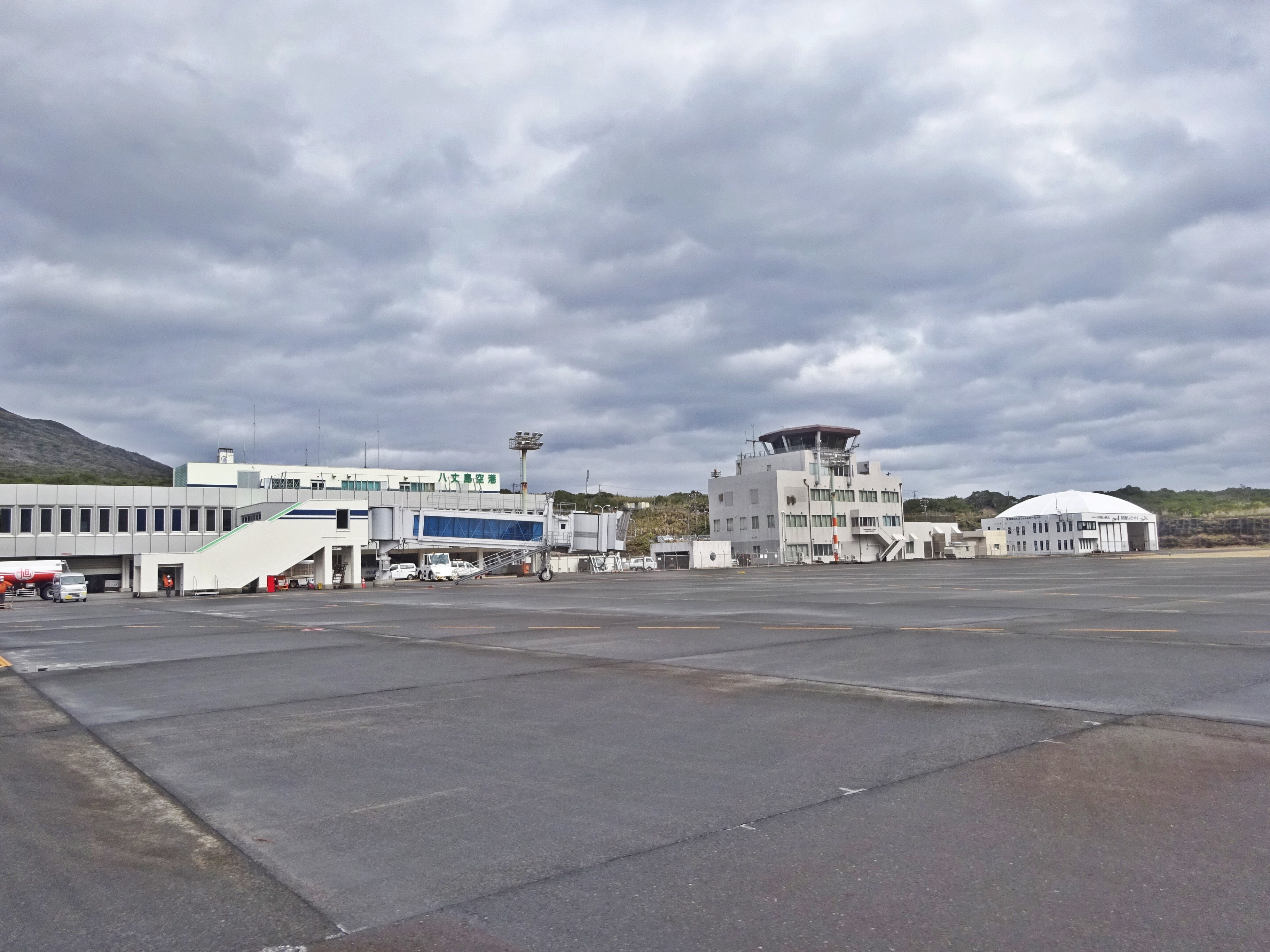
八丈島空港の制限区域側側から撮影
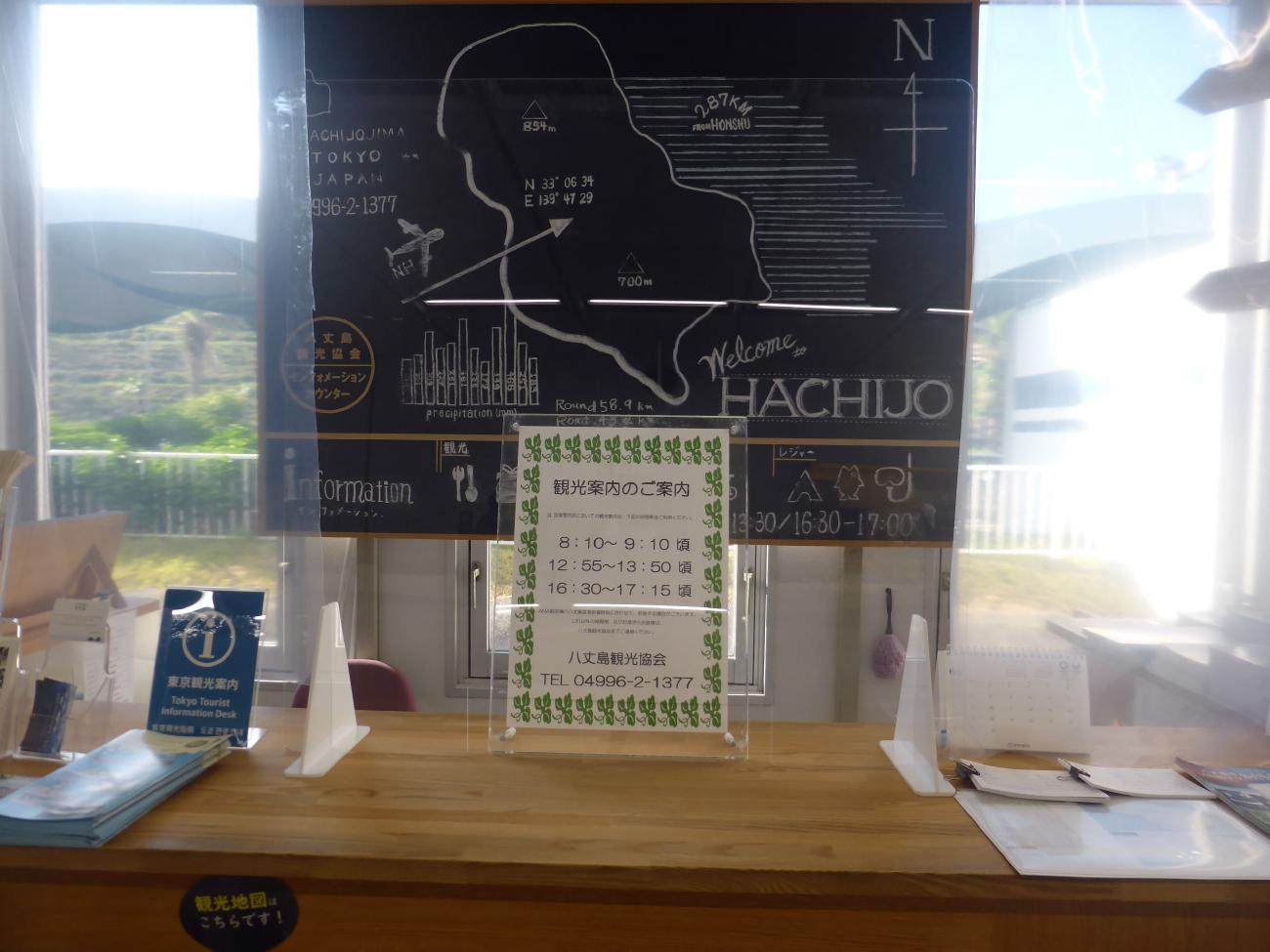
1Fロビーにある観光案内所
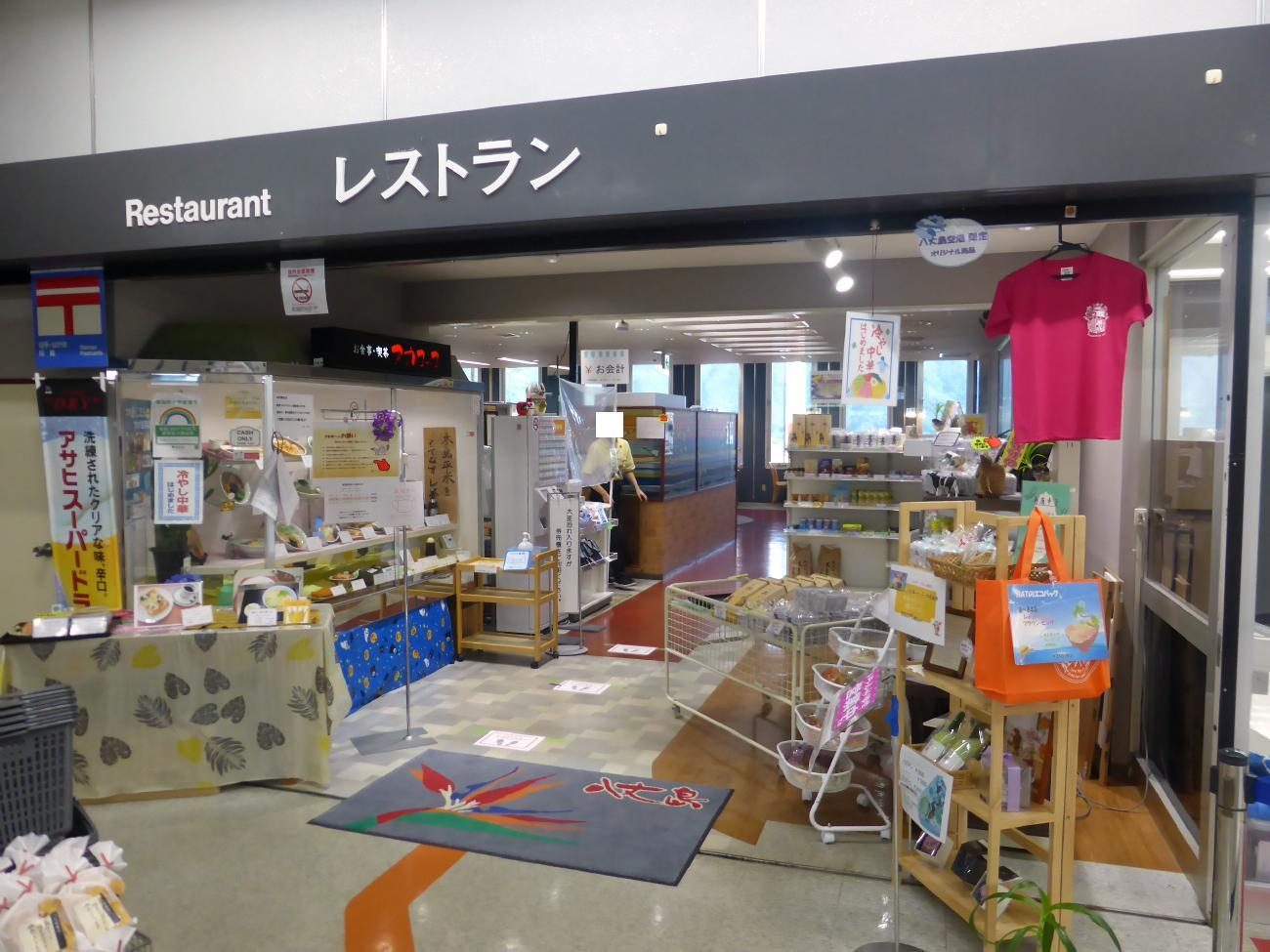
1Fの到着口の隣にあるレストラン
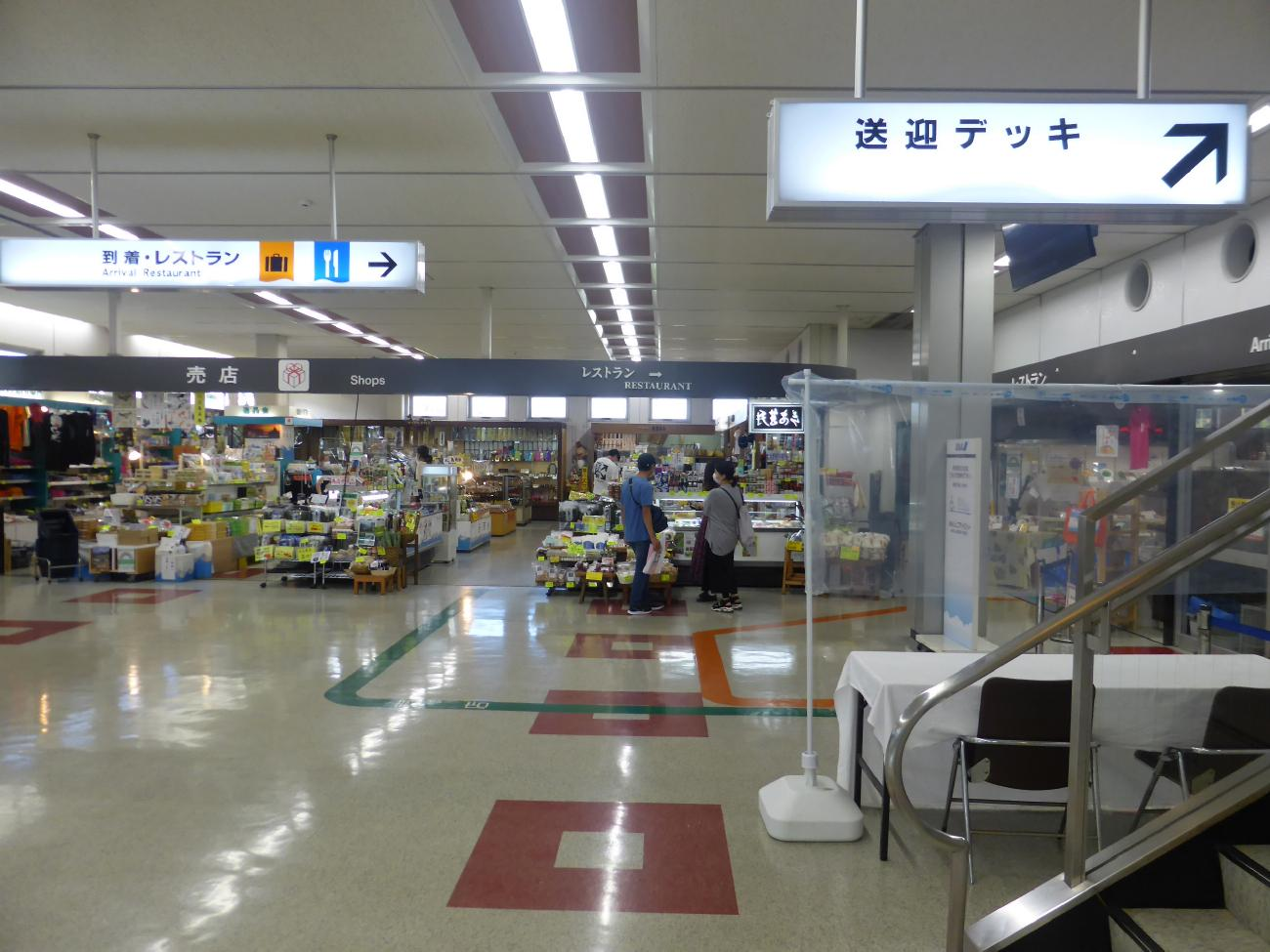
1Fの売店
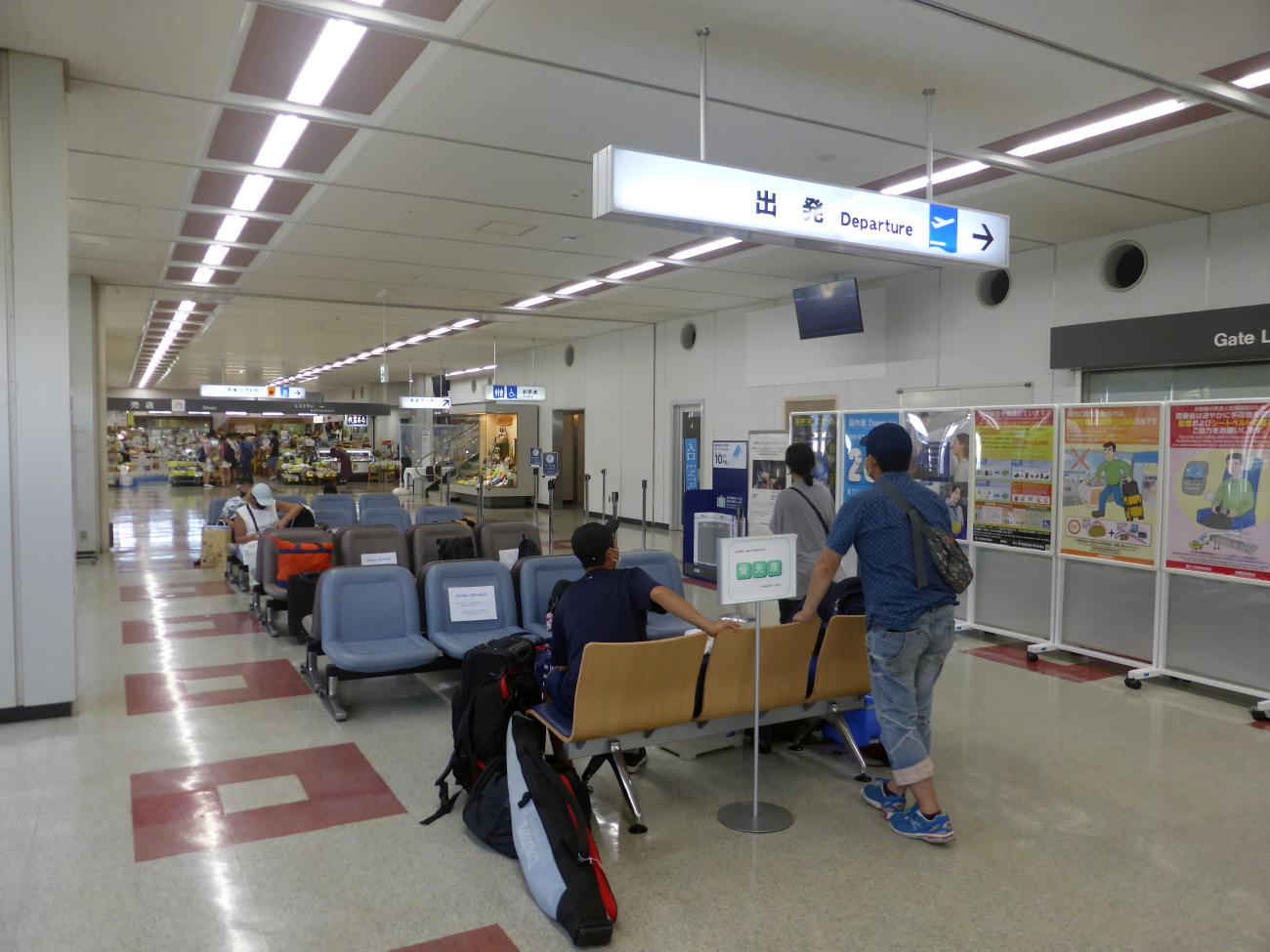
出発 到着 ロビーは同じ1F
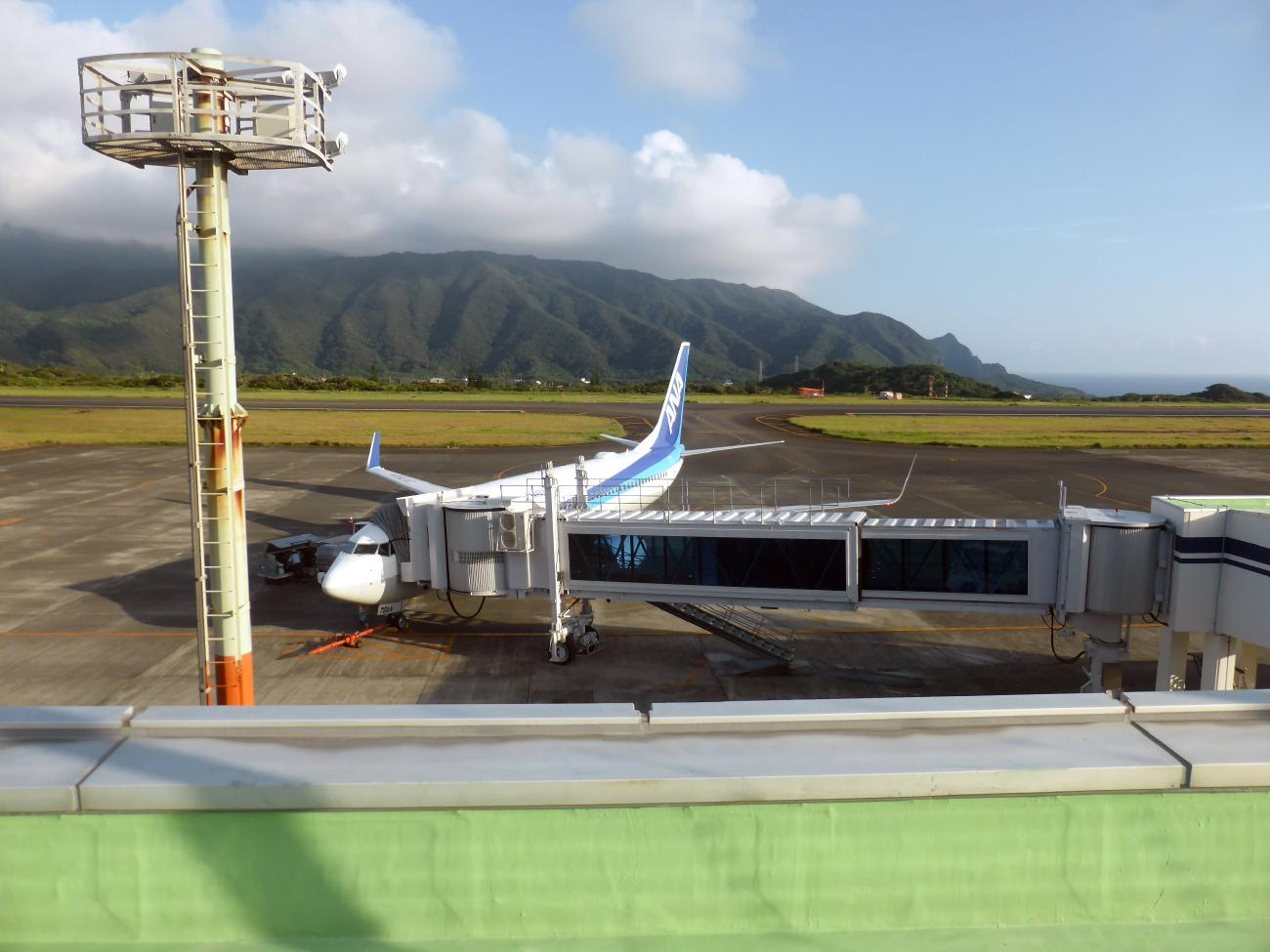
2F展望デッキからANA機を望む
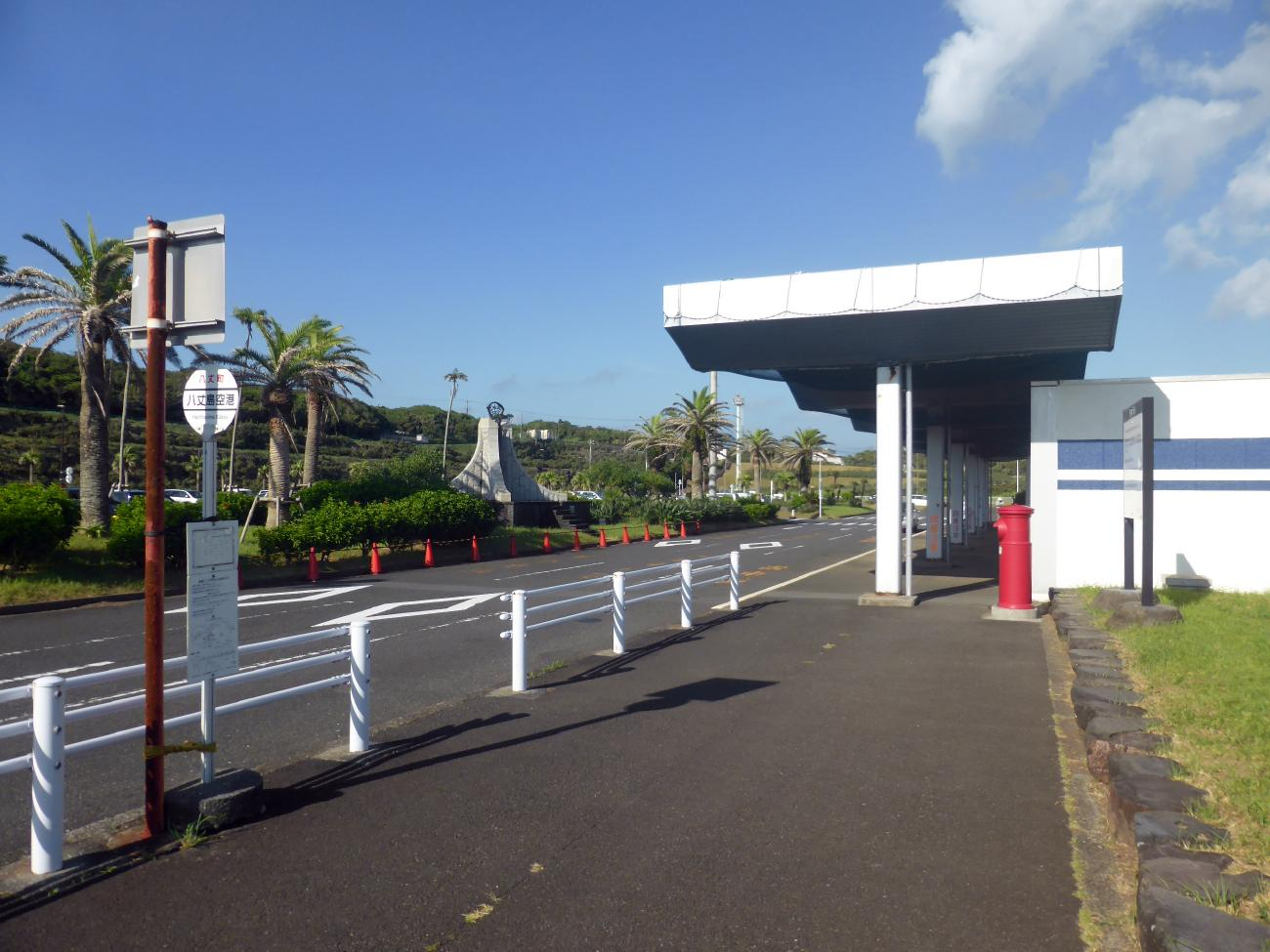
八丈島空港バス停
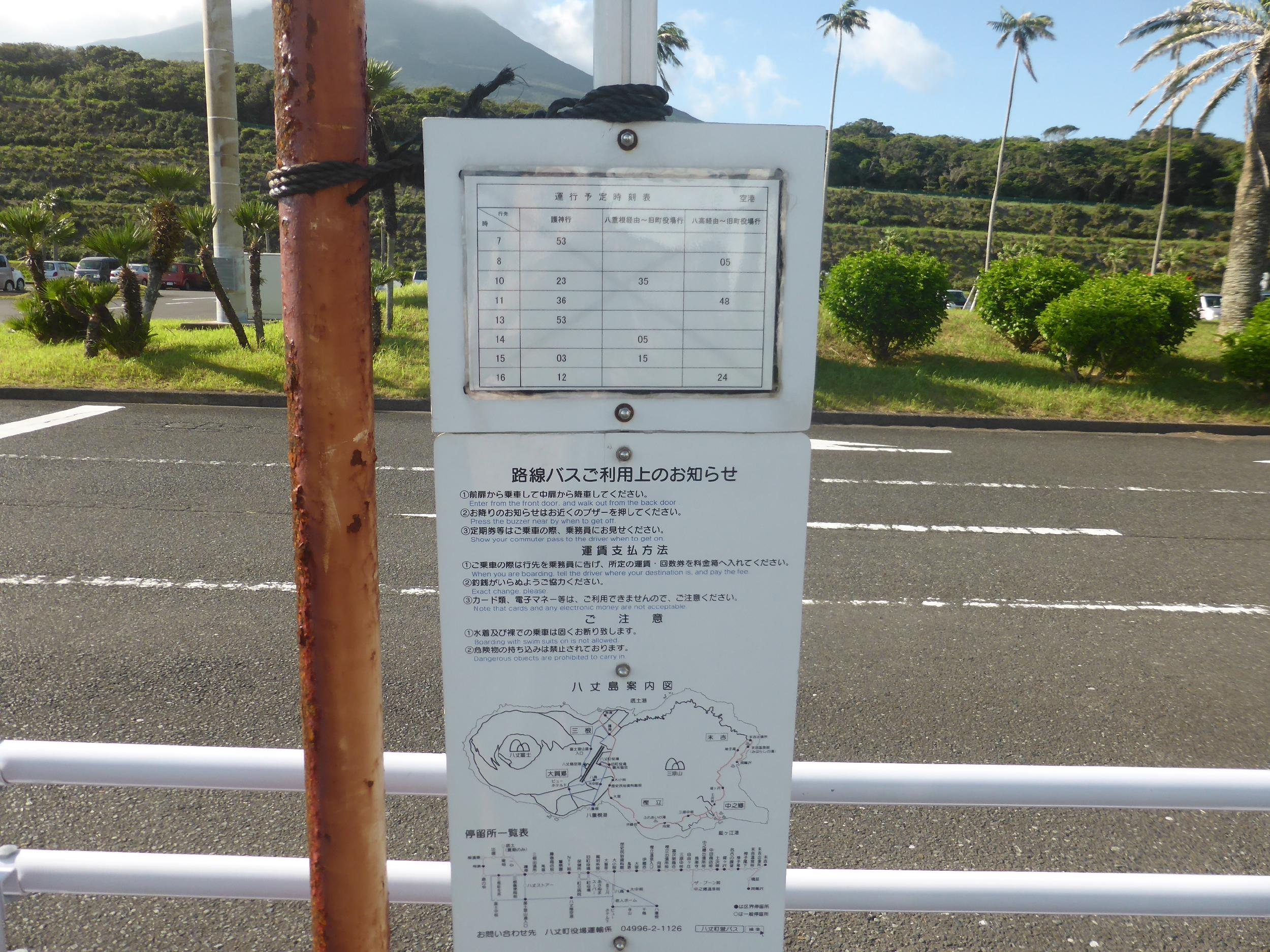
八丈島空港バス時刻表
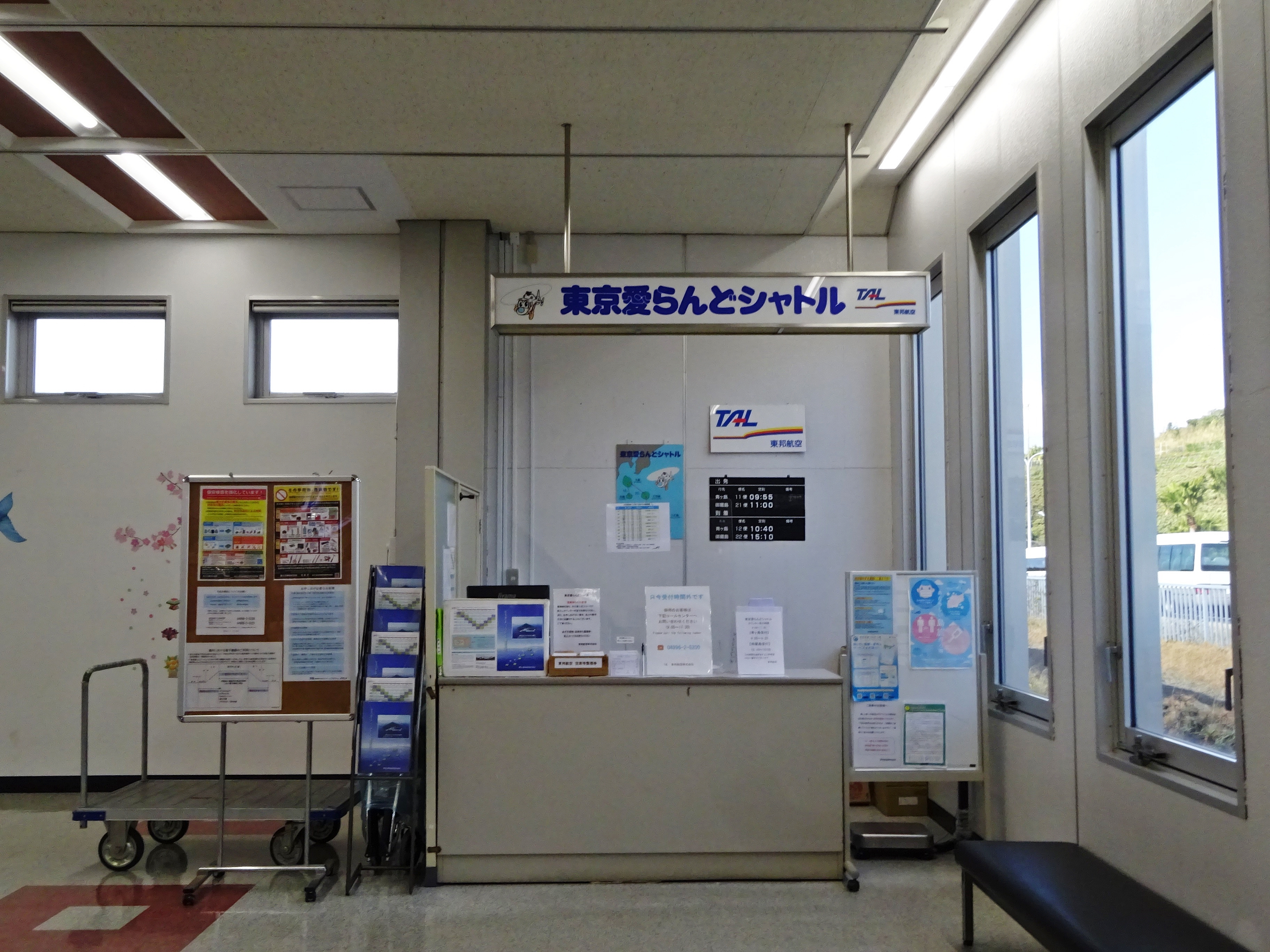
空港内の東京愛らんどシャトルカウンター

## 事件・事故
1963年（昭和38年）8月17日、藤田航空のデ・ハビランド ヘロンが西山（八丈富士）に墜落し、乗員・乗客19名全員が犠牲となった。なお藤田航空は同年全日本空輸に吸収されている。この事故は八丈島空路における唯一の死傷事故である。

## 映画
- 紅の翼　1958年（昭和33年）公開の作品。当時は滑走路はまだ未舗装だった。